# (644) Cosima
(644) Cosima – planetoida z grupy pasa głównego asteroid okrążająca Słońce w ciągu 4 lat i 73 dni w średniej odległości 2,6 j.a. Została odkryta 7 września 1907 roku w Landessternwarte Heidelberg-Königstuhl w Heidelbergu przez Augusta Kopffa. Nazwa planetoidy pochodzi od Cosimy Wagner, żony Richarda Wagnera, a córki Ferenca Liszta (1811–1886), węgierskiego wirtuoza pianisty i kompozytora. Przed nadaniem nazwy planetoida nosiła oznaczenie tymczasowe (644) 1907 AA.